# Apamea enigra
Apamea enigra är en fjärilsart som beskrevs av Smith 1904. Apamea enigra ingår i släktet Apamea och familjen nattflyn. Inga underarter finns listade i Catalogue of Life.